# Warszawska Brygada Pancerno-Motorowa
Warszawska Brygada Pancerno-Motorowa (WBPM, WBPanc.-Mot.) – wielka jednostka pancerno-motorowa Wojska Polskiego.

## Formowanie
Pod koniec maja 1939 roku Generalny Inspektor Sił Zbrojnych, marszałek Polski Edward Śmigły-Rydz podjął decyzję o organizacji drugiej brygady pancerno-motorowej. 26 maja 1939 Ministerstwo Spraw Wojskowych wydało zarządzenie o przeszkoleniu motorowym oficerów i szeregowych 1 pułku strzelców konnych z Garwolina.
10 czerwca 1939 roku w Warszawie, generał dywizji Tadeusz Kasprzycki zaproponował dowódcy piechoty dywizyjnej 2 Dywizji Piechoty Legionów, płk dypl. Stefanowi Roweckiemu objęcie dowództwa nad brygadą pancerno-motorową, którą ma zostać zorganizowana do 15 sierpnia, na wzór 10 Brygady Kawalerii. W poniedziałek, 12 czerwca pułkownik Rowecki przyjął propozycję ministra spraw wojskowych. Kolejne trzy dni pułkownik Rowecki spędził w Rzeszowie i Łańcucie, obserwując ćwiczenie pokazowe 10 BK dla gen. Louisa Faury, studiując organizację brygady i omawiając jej organizację z płk dypl. Stanisławem Maczkiem. Po powrocie do Warszawy, w sobotę 17 czerwca, pułkownik Rowecki przedstawił gen. bryg. Bronisławowi Regulskiemu propozycje zmian w organizacji nowej brygady, w tym uzupełnienie jej składu o drugi pułk kawalerii. W odpowiedzi gen. Regulski oświadczył, że marszałek Śmigły-Rydz nie wyraził zgody na motoryzację kolejnego pułku kawalerii. W poniedziałek, 19 czerwca ustalona została nazwa wielkiej jednostki - Warszawska Brygada Pancerno-Motorowa oraz wydany rozkaz o utworzeniu jej dowództwa z siedzibą w Warszawie. Na drugi dzień wydana została oficjalna nominacja pułkownika Roweckiego na dowódcę brygady i rozkaz w sprawie wyposażenia jej w sprzęt pancerny i motorowy. W kolejnych dniach ukazywały się rozkazy dotyczące organizacji poszczególnych pododdziałów WBPM:
- 24 czerwca - zarządzenie administracyjno-gospodarcze Biura Administracji Armii (BAA),
- 24 czerwca - rozkaz o utworzeniu szwadronu łączności w Warszawie,
- 25 czerwca - rozkaz o utworzeniu dywizjonu artylerii motorowej w 1 Pułku Artylerii Motorowej w Stryju,
- 10 ? 11 lipca - rozkaz o utworzeniu pułku strzelców pieszych w Rembertowie, na bazie batalionu manewrowego (3 Batalion Strzelców) Centrum Wyszkolenia Piechoty,
- 22 lipca - rozkaz o utworzeniu plutonu regulacji ruchu w Warszawie,
- 22 lipca - zarządzenie BAA o wyposażeniu szwadronu łączności w jedną radiostację N1/S, trzy radiostacje RDK/S, trzy łącznice polowe i sześć zestawów patroli telefonicznych,
- 22 lipca - rozkaz w sprawie zmiany kierunku szkolenia w 1 psk,
- 24 lipca zarządzenie BAA o uzbrojeniu dywizjonu artylerii motorowej w cztery 75 mm armaty i cztery 100 mm haubice,
- 25 lipca - rozkaz o utworzeniu dywizjonu rozpoznawczego w Garwolinie,
- 27 lipca - rozkaz o wcieleniu 1 psk z dniem 1 sierpnia w skład WBPanc.-Mot.,
- 28 lipca - rozkaz o motoryzacji i reorganizacji 1 psk.

Kierując się potrzebą zachowania w tajemnicy faktu formowania brygady ogólny rozkaz organizacyjny wydany został dopiero 14 sierpnia. Rozkaz stanowił, że WBPM jest jednostką organizacyjną wojska całkowicie zmotoryzowaną, podporządkowaną dowódcy Broni Pancernych, a ponadto ustalał jej skład i stałą dyslokację:
- dowództwo Warszawskiej Brygady Pancerno-Motorowej z plutonem Kwatery Głównej w Warszawie,
- pluton regulacji ruchu w Warszawie,
- szwadron łączności w Warszawie,
- dywizjon rozpoznawczy z organicznym szwadronem czołgów rozpoznawczych w Warszawie,
- batalion przeciwpancerny w Rembertowie,
- pułk strzelców pieszych z organicznym plutonem czołgów rozpoznawczych w Rembertowie,
- 1 pułk strzelców konnych z organicznym plutonem czołgów rozpoznawczych w Garwolinie,
- dywizjon artylerii motorowej w Warszawie (przejściowe zakwaterowanie w Górze Kalwarii),
- batalion saperów w Puławach, w składzie 2 pułku saperów,
- batalion czołgów, organizowany i podporządkowywany brygadzie na czas ćwiczeń lub na specjalne zarządzenie,

pododdziały przydzielane do współpracy zależnie od potrzeb na czas ćwiczeń oraz na specjalne zarządzenia:
- bateria artylerii przeciwlotniczej z 1 pułku artylerii przeciwlotniczej,
- pluton lotnictwa towarzyszącego z 1 pułku lotniczego.

Ponadto rozkaz określał zakończenie organizacji brygady do 20 sierpnia z wyjątkiem damot.

## Działania bojowe
1 września 1939 roku brygada wyszła z garnizonów i skoncentrowała się w rejonie Garwolina, gdzie przebywała do dnia 3 września, będąc w dyspozycji Naczelnego Wodza. W tym dniu otrzymała rozkaz zorganizowania obrony na Wiśle na odcinku od Dęblina do Solca. 4 września weszła w skład nowo utworzonej Armii „Lublin” pod dowództwem generała dywizji Tadeusza Piskora. 6 września do brygady dołączył 2 damot.
10 września do linii Wisły na odcinku bronionym przez brygadę dotarły oddziały niemieckie z 14 i 4 Dywizji Piechoty. 13 września brygada siłami 1 Pułku Strzelców Konnych wraz z kompanią czołgów lekkich wykonała natarcie w kierunku Annopola na siły niemieckie, które przekroczyły Wisłę w tym rejonie. Niemcy wycofali się w kierunku Wisły. Natarcie to, pomimo powodzenia, zostało zatrzymane  rozkazem dowódcy brygady. Rozpoczęła ona odwrót w ogólnym kierunku na Lwów wraz z całą Armią „Lublin”. 14 września żołnierze Brygady podpalili zbiorniki benzyny w Szastarce, chcąc zapobiec ich przejęciu przez Niemców.
16 września brygada wspólnie z innymi jednostkami Armii „Lublin” i częścią Armii „Kraków” została okrążona na zachód od Tomaszowa Lubelskiego. Tego dnia przeprowadzono radykalną likwidację taboru samochodowego, dzięki czemu uzyskano 3 tys. litrów benzyny. W nocy z 16 na 17 września przechodziła przez Krasnobród w kierunku miejscowości Zielone, aby wejść do pierwszej bitwy pod Tomaszowem Lubelskim.
20 września dowódca brygady wobec braku możliwości dalszej walki wydał polecenie zniszczenia sprzętu ciężkiego i przebijania się na własną rękę - był to koniec istnienia brygady.

## Organizacja wojenna
- Kwatera Główna Warszawskiej Brygady Pancerno-Motorowej
- 1 pułk strzelców konnych
- pułk strzelców pieszych
- dywizjon rozpoznawczy
- 2 dywizjon artylerii motorowej
- batalion przeciwpancerny
- batalion motorowy saperów
- 11 kompania czołgów rozpoznawczych
- 12 kompania czołgów lekkich
- szwadron łączności – por. Władysław Mancewicz
- pluton regulacji ruchu
- pluton żandarmerii
- pluton lotnictwa towarzyszącego
- kolumna transportowa
- kolumna warsztatowa

Jednostki przydzielone
- kompania sanitarna nr 33 (231)[a]

## Obsada personalna kwatery głównej

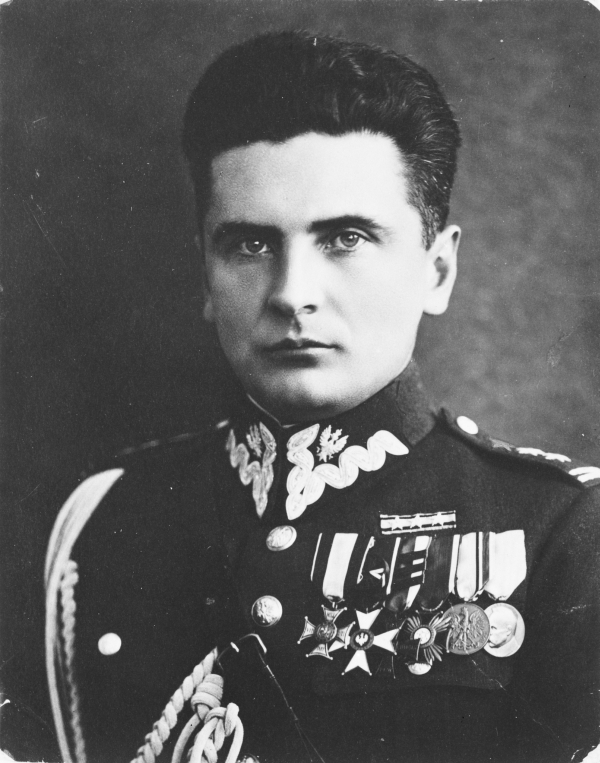
Stefan Rowecki, dowódca Warszawskiej Brygady Pancerno-Motorowej

- dowódca brygady – płk dypl. piech. Stefan Rowecki
- zastępca dowódcy - wakat
- dowódca saperów – mjr Wincenty Krzywiec
- szef służby sprawiedliwości - NN
- szef sztabu – ppłk dypl. kaw. Franciszek Stachowicz
- zastępca szefa sztabu - kpt. dypl. piech. Józef Szyrmer
- I oficer operacyjny - kpt. dypl. Marian Kowalczyk
- II oficer operacyjny - kpt. dypl. art. Mieczysław Szczawiński
- dowódca łączności – kpt. dypl. Zenon Starkiewicz
- dowódca plutonu regulacji ruchu – por. Stanisław Tatur
- kwatermistrz – mjr dypl. Tadeusz Kuźmiński
- oficer techniczny – mjr Antoni Popławski
- oficer intendentury – kpt. Marian Wroński
- oficer uzbrojenia - por. Mieczysław Jankiewicz
- naczelny lekarz – mjr lek. dr Tadeusz Gadomski
- dowódca plutonu żandarmerii – por. rez. żand. Zygmunt August Żytomirski
- dowódca Szwadronu sztabowego – ppor. Stefan Stasiak
- komendant Kwatery Głównej – rtm. Witold Bourdon

## Obsada personalna Dywizjonu Rozpoznawczego
Obsada personalna Dywizjonu Rozpoznawczego
- Dowódca dywizjonu – mjr Konstanty Kułagowski
- Zastępca dowódcy i kwatermistrz – rtm. Bronisław Kochański
- Dowódca szwadronu liniowego – rtm. Leon Podrez († 8 IX 1939, Ciepielów)
- Dowódca szwadronu czołgów rozpoznawczych TKS – kpt. br. panc. Antoni Czechowicz († 10 IX 1939, Lipsk)
- Dowódca plutonu motocyklistów – por. Andrzej Hudzicki
- Dowódca plutonu ckm – ppor. kaw. Jerzy Iwanicki
- Dowódca plutonu ppanc. – ppor. piech. Stanisław Rządkiewicz († 18 IX 1939, Tomaszów Lubelski)
- Dowódca plutonu łączności – por. Kazimierz Huttel
- Dowódca plutonu pionierów – ppor. Tadeusz Laskowski († 8 IX 1939, Ciepielów)
- Dowódca plutonu gospodarczo-transportowego – por. int. Cyryl Antoni Krajewski